# Garde côtière chinoise
Ne doit pas être confondu avec Garde côtière de Taïwan.
Le Corps de la garde côtière des forces de police armées chinoises (chinois : 中国 人民 武装警察 部队 海 警 总队 ; pinyin : Zhōngguó Rénmín Wǔzhuāng Jǐngchá Bùduì Hǎijǐng Zǒngduì), également appelé China Coast Guard Bureau (chinois : 中国 海 警局 ; pinyin : Zhōngguó Hij Jú ; lit .: Bureau de la Police maritime chinoise) et abrégé en China Coast Guard (chinois : 中国 海 警 ; pinyin : Zhōngguó Hǎijĭng ; lit .:  Police maritime chinoise) ou Haijing (chinois : 海 警 ; pinyin : Hǎijĭng ; lit .: Police maritime) sert d'agence de coordination pour la recherche et sauvetage en mer et l'application des lois dans les eaux territoriales de la République populaire de Chine. C'est actuellement la plus grande des garde-côtes du monde.
La Garde côtière chinoise était auparavant la branche maritime de la Force de sécurité frontalière de la Police armée du peuple (PAP) placée sous la tutelle du ministère de la Sécurité publique jusqu'en 2013. En mars 2013, la Chine a annoncé qu'elle formerait une Garde côtière unifiée commandée par la State Oceanic Administration (en). La nouvelle Garde côtière est opérationnelle depuis juillet 2013. Depuis le 1er juillet 2018, la Garde côtière chinoise est passée du contrôle civil du Conseil d'État et de l'Administration océanique d'État à la Police armée du peuple, finalement placée sous le commandement de la Commission militaire centrale.
Le nom officiel de l'organisation est « Corps de garde-côtes des Forces de police armées chinoises » (PAPCGC), mais « Bureau des garde-côtes chinois/Garde-côtes chinois » (CCGB/CCG) est conservé pour une utilisation générale.

## Fonction

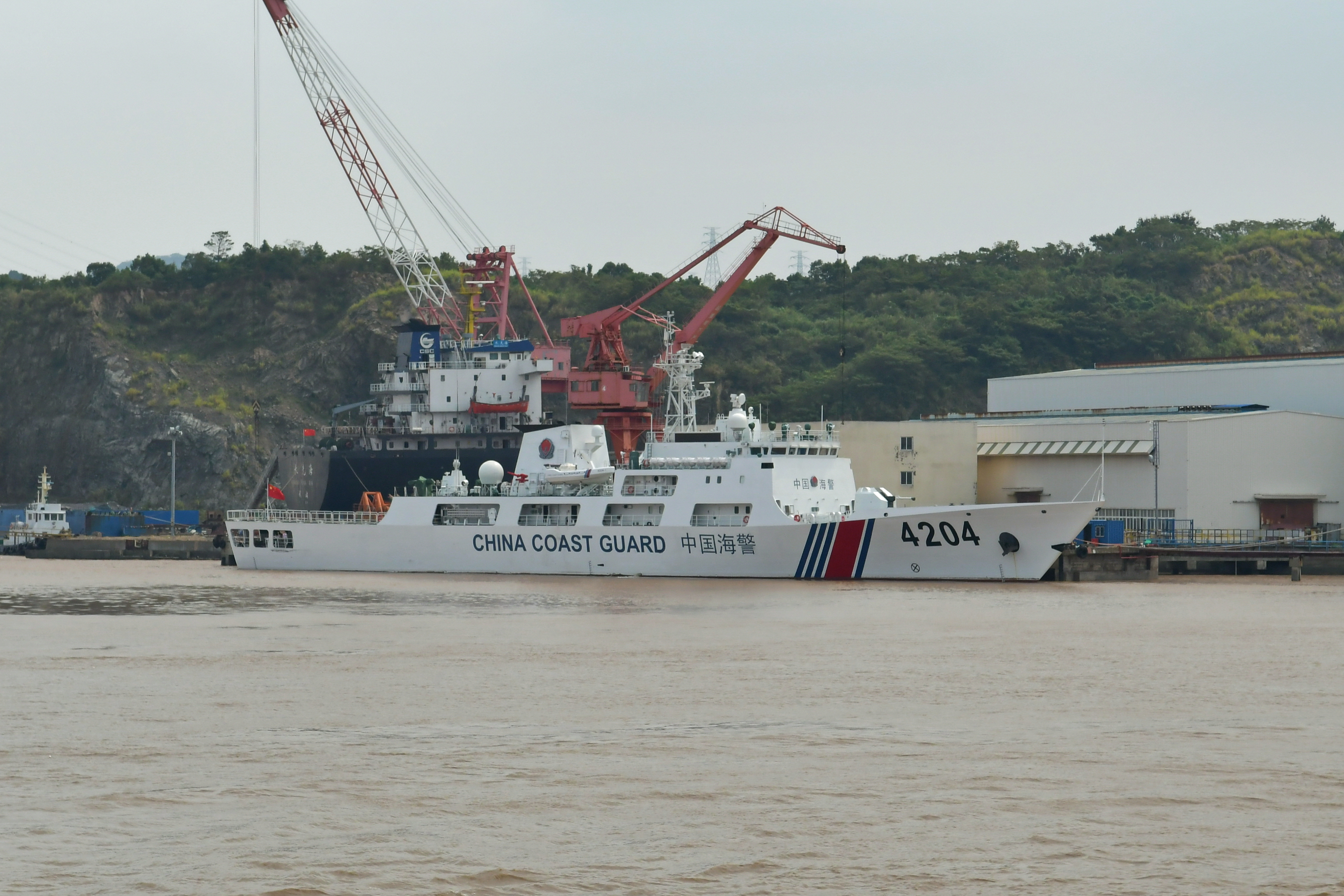
Un navire de la garde côtière chinoise en 2019.

La Garde côtière chinoise est connue pour effectuer principalement des opérations de recherche et sauvetage ou des patrouilles côtières et océaniques, y compris des opérations de lutte contre la contrebande. En temps de guerre, elle peut être placée sous le contrôle opérationnel de la marine de l'Armée populaire de libération.

### Rôles
- Patrouille des eaux territoriales et des territoires contestés,
- Lutte contre la contrebande et la piraterie,
- Police maritime et inspections des navires,
- Sécurité portuaire et côtière,
- Recherche, sauvetage et enquête,
- Protection des pêches.

En juin 2018, les garde-côtes chinois ont obtenu l'application des droits maritimes et des forces de l'ordre semblables à des agences civiles d'application de la loi afin de lutter contre les activités illégales, de maintenir la paix et l'ordre, ainsi que de protéger la sécurité en mer, lors de l'exécution de tâches liées à l'utilisation des ressources marines, de la protection du milieu marin, de la réglementation de la pêche et de la lutte contre la contrebande.

### Commandement
Après la réforme de 2018, la Garde côtière comprend des commandements (sous-bureaux) et des divisions (bureaux locaux).
- La Garde côtière de la Police armée populaire a le commandement de la mer de Chine orientale : 
  - Division du Jiangsu
  - Division de Shanghai
  - Division du Zhejiang
  - Division du Fujian
  - 1ére division
  - 2ème division
  - 1ére escadre
- Le commandement de la mer de Chine méridionale :
  - Division du Guangdong
  - Division du Guangxi
  - Division du Hainan
  - 3ème division
  - 4ème division
  - 5ème division
  - 2ème escadre
- Le commandement de la mer de Chine du Nord :
  - Division du Liaoning
  - Division de Tianjing
  - Division du Hebei
  - Division du Shandong
  - 6ème division
  - 3ème escadre

### Formation
La Garde côtière chinoise organise des sessions de formation conjointes périodiques avec d'autres marines, y compris le service de l'United States Coast Guard. La Garde côtière chinoise participe également au North Pacific Coast Guard Agencies Forum (en) en Alaska, aux côtés des Garde-côtes américains, canadiens, japonais, sud-coréens et russes. Dans le cadre d'un programme d'échange, des membres des services de la Garde côtière chinoise ont été affectés à des postes de garde-côtes américains.

## Équipement
- Equipment of the China Coast Guard (en)

Les navires de la Garde côtière chinoise sont peints en blanc avec une bande bleue et un libellé Garde côtière chinoise en anglais et en chinois.

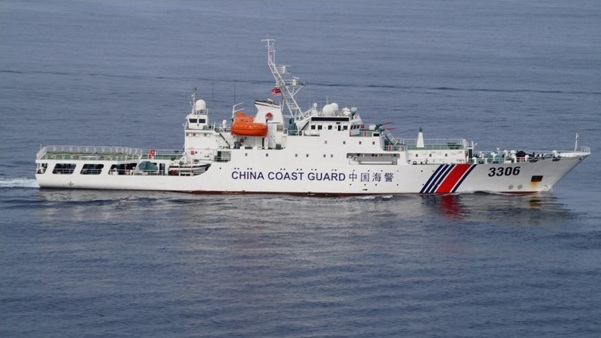
Un navire de Classe Shucha II

Les navires typiques de la Garde côtière comprennent des patrouilleurs de 130 tonnes de type 218 (100 unités), armés de mitrailleuses doubles de calibre 14,5 mm, de bateaux à moteur assortis et de quelques grands navires de patrouille. Jusqu'à très récemment, le plus gros navire des services de la Garde côtière chinoise était le cotre Type 718 de 1.500 tonnes (31101 Pudong).
En mars 2007, il a été signalé que le PLAN avait transféré 2 cotres de Type 728 (44102, ex-509 Changde ; 46103, ex-510 Shaoxing) à la Garde côtière et les avait renumérotés 1002 et 1003. À l'époque, ces navires étaient les plus gros navires de l'inventaire de la Garde côtière chinoise.
En 2015, un premier navire de 12 000 tonnes de la classe Zhaotou pour patrouiller entre ses îles revendiquées dans la mer de Chine méridionale contestée entre en service service. Les patrouilleurs Haijing 2091 et 3901 sont les plus grands cotres de garde-côtes du monde, et sont beaucoup plus grands que les croiseurs de classe Ticonderoga de l'United States Navy de 9 800 tonnes et ses destroyers de classe Arleigh Burke de 8 300 / 9 300 tonnes. Ils sont armés de canons navals à tir rapide de calibre 76 mm, de deux canons auxiliaires et de deux canons antiaériens.
Sa croissance est extrêmement rapide :
- 40 grands patrouilleurs de 1 000 tonnes en 2012
- 82 en 2014
- 120 en 2015
- 135 en 2019

Contre 63 en 2021 pour la garde côtière japonaise.

### Haijing 3901-5901
Construit en février 2016, la Chine déploie, en mai 2017, le patrouilleur de classe Zhaotou de 12 000 tonnes Haijing 3901, renuméroté plus tard Haijing 5901, pour patrouiller entre ses îles revendiquées dans la mer de Chine méridionale contestée,.
Le CCG 5901, surnommé « le Monstre »,  est le plus grand garde-côte du monde. Il est plus grand que les croiseurs lance-missiles de classe Ticonderoga de 9 800 tonnes de l'US Navy ou les destroyers lance-missiles guidés de classe Arleigh Burke de 8 300 tonnes à 9 300 tonnes,.

Long de 165 mètres et large de 22 mètres, le CGG 5901 (CGG = China Coast Guard) est armé de canons navals à tir rapide H/PJ-26 de 76 mm, de deux canons auxiliaires et de deux canons antiaériens. Une deuxième unité, la 2901, a été déployée en 2020.

En 2024, le bâtiment est engagé dans le conflit en mer de Chine méridionale en se positionnant au large du banc Sabina, un atoll des îles Spratley.